# Фікулле
Фікулле (італ. Ficulle) — муніципалітет в Італії, у регіоні Умбрія, провінція Терні.
Фікулле розташоване на відстані близько 110 км на північ від Рима, 45 км на південний захід від Перуджі, 60 км на північний захід від Терні.
Населення — 1690 осіб (2014).

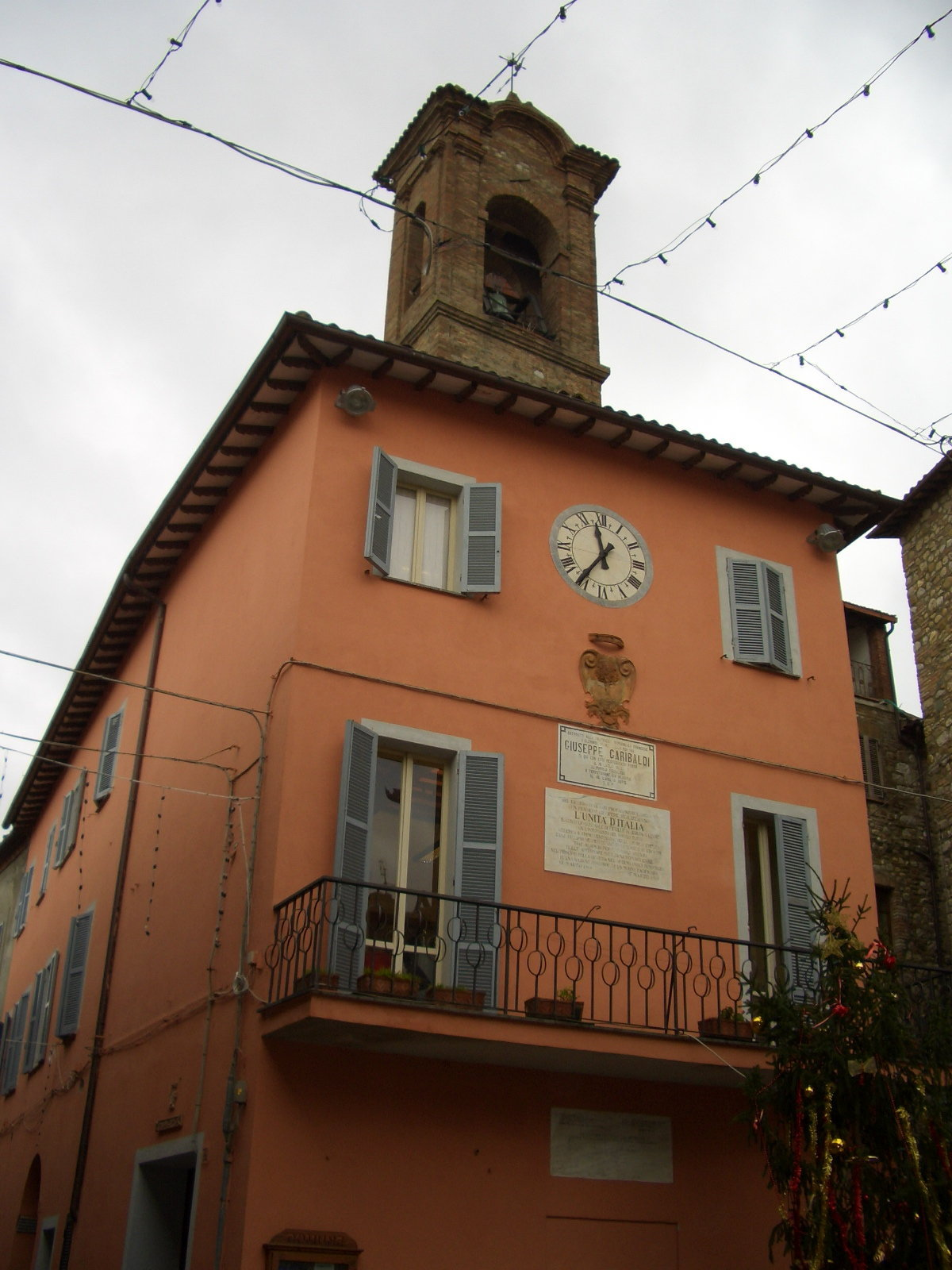

Щорічний фестиваль відбувається 18 вересня. Покровитель — Sant'Eumenio.

## Демографія
Населення за роками:

Станом на 1 січня 2023 року в муніципалітеті офіційно проживало 158 іноземців з 27 країн, серед них 72 громадяни країн Євросоюзу та 5 громадян України.

## Сусідні муніципалітети
- Аллерона
- Фабро
- Монтегаббьоне
- Орв'єто
- Паррано
- Сан-Венанцо